# ベリリウム10
ベリリウム10 (10Be) は、ベリリウムの放射性同位体である。地球の大気中においては、主に窒素と酸素が宇宙船により核破砕されることにより生成される。ベリリウム10の半減期は1.39 × 106年であり、ベータ崩壊により最大エネルギーが556.2 keVである安定したホウ素10に崩壊する。ベリリウム10は 10Be→10B + e− という反応で崩壊する。大気中の軽元素は高エネルギーの銀河宇宙線粒子と反応する。反応生成物の破枠は10Be (nまたはpのようなt, u粒子) :
14N(t,5u)10Be; 例: 14N(n,p α)10Be
16O(t,7u)10Be
の発生源である。

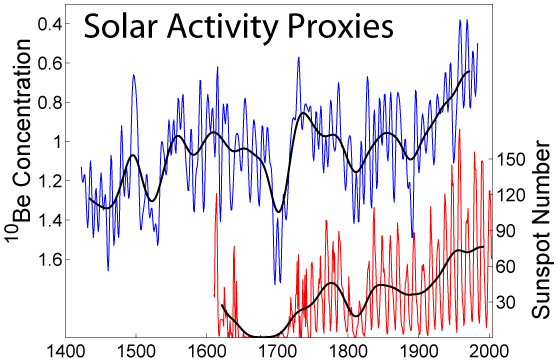
太陽活動の変化を示すグラフ。ここには、太陽活動と反比例して変化する^{10}Be濃度の変化も含まれる（グラフにおいてはベリリウムのスケールは反転しているため、このスケールにおける増加はベリリウム10の減少を意味する）。

ベリリウムは、pH5.5未満の溶液中にイオンとして溶存する傾向があるため（多くの工業地帯の雨水はpHが5未満になることがある）、溶解して雨水を介して地表に運ばれる。降水が急速にアルカリ性になるとベリリウムは溶液から排除される。これにより宇宙線起源の10Beは土壌表面に蓄積され、比較的半減期が長い (138.7万年) ため、10Bに崩壊するまで長い時間滞留する。
10Beとその娘核種は、土壌侵食、レゴリスからの土壌生成、ラテライトの土壌の発達および氷床コアの年代を調べるために使われている。また、核爆発における高速中性子と空気中の二酸化炭素中の13Cとの反応により生成されるため、核実験場における過去の活動の歴史的指標の1つである。10Be崩壊は、地球のサンプルから過去の太陽と太陽系外の特性を特徴づけるために宇宙線生成核種のプロキシデータ測定値として使用される重要な同位体である。
ベリリウム10の生成速度は太陽の活動に依存する。太陽活動が低いとき（黒点の数が少なく太陽風が弱いとき）、末端衝撃波面を超えて存在する宇宙線に対する障壁が弱まる(en:Cosmic ray#Cosmic-ray flux参照)。これは、より多くのベリリウム10が生成され、数千年後に検出される可能性があることを意味する。したがって、ベリリウム10は774-774年の炭素14の急増など、ミヤケ・イベントのマーカーとして機能する可能性がある。また、気象に影響を与える可能性がある (ホーマー極小期参照)。